# Red Jacqui Lambie
La Red Jacqui Lambie (abreviado JLN) es un partido político que se fundó en Australia en 2015 por la exsenadora por Tasmania Jacqui Lambie.

## Posiciones políticas
Al anunciar la formación del partido, Lambie reveló las 12 "creencias fundamentales" de la colectividad:
- Los miembros siempre deben poner su estado primero en todas las decisiones que toman.

- Siempre tendrá un interés especial en todos los asuntos relacionados con veteranos, sirviendo a miembros de la fuerza de defensa australiana y sus familias.

- Lucharán para establecer un sistema nacional de aprendices, comercio y prácticas que incorpore tanto la Fuerza de Defensa Australiana como la TAFE.

- Apoyaran el establecimiento de un Impuesto a las Transacciones Financieras para garantizar ingresos gubernamentales adicionales para la protección de las pensiones y los derechos de los australianos retirados y los veteranos de Defensa.

- Se oponen a que la Ley Sharia se imponga en Australia, ya sea formal o informalmente, y promoverá una política de lealtad indivisa a la Constitución y al pueblo de Australia.

- Apoyarán la regulación adecuada de Halal y otros sistemas de certificación de alimentos.

- Apoyarán los asientos indígenas dedicados que se establecen para los parlamentos australianos.

- Apoya los votos de conciencia sobre todos los asuntos morales y éticos.

- Apoyan la reducción a la mitad del Presupuesto de Ayuda Exterior para ayudar a impulsar la inversión del gobierno federal en Educación Superior del 0.6% al 1% del PIB.

- Apoyan la creación de Zonas Económicas Especiales en áreas regionales y rurales para ayudar a impulsar la rentabilidad empresarial y la creación de empleo.

- Apoya la introducción de un impuesto al carbono, solo después de que nuestros principales socios comerciales introducen un impuesto similar en sus centrales eléctricas de carbón.

- Respaldan un sistema de monitoreo y regulación que garantiza que nuestros precios de energía y combustible para los consumidores y empresas australianos no sean más caros que nuestros competidores en el extranjero.

## Resultados electorales

### Elecciones federales (solo Senado)
|  | 0.51 % |

|  | 0.21 % |

|  | 0.21 % |

### Elecciones en Tasmania
| Año  | Votos  | Porcentaje      | Escaños | +/- | Posición |
| ---- | ------ | --------------- | ------- | --- | -------- |
| 2018 | 10.579 | \| \| 3.16 % \| | 0/25    |     | N/A      |
|      | 3.16 % |                 |         |     |          |

- Datos: Q22079682
- Multimedia: Jacqui Lambie Network / Q22079682